# Ginástica artística nos Jogos Pan-Americanos de 2019 - Equipes femininas
A competição por equipes feminino foi um dos eventos da ginástica artística nos Jogos Pan-Americanos de 2019. Foi disputada no Polideportivo Villa El Salvador no dia 27 de julho.

## Calendário
Horário local (UTC-5).
| Data        | Horário | Fase         |
| ----------- | ------- | ------------ |
| 27 de julho | 15:00   | Subdivisão 1 |
| 27 de julho | 17:20   | Subdivisão 2 |
| 27 de julho | 20:30   | Subdivisão 3 |

## Medalhistas
|  | USA Estados Unidos                                               |  | CAN Canadá                                                                       |  | BRA Brasil                                                                |
|  | Kara Eaker Aleah Finnegan Morgan Hurd Riley McCusker Leanne Wong |  | Ellie Black Brooklyn Moors Shallon Jade Olsen Isabela Onyshko Victoria Kayen Woo |  | Jade Barbosa Thaís Fidélis Lorrane Oliveira Carolyne Pedro Flávia Saraiva |

## Resultados

### Resultado final
| Pos.              | Equipe              |             |             |             |             | Total   |
| ----------------- | ------------------- | ----------- | ----------- | ----------- | ----------- | ------- |
| Medalha de ouro   | USA Estados Unidos  | 43.200 (1)  | 43.400 (1)  | 42.750 (1)  | 41.650 (1)  | 171.000 |
| Medalha de ouro   | Kara Eaker          | 14.200      | 13.800      | 14.850      | 13.850      | 171.000 |
| Medalha de ouro   | Aleah Finnegan      | 14.700      |             |             | 13.750      | 171.000 |
| Medalha de ouro   | Morgan Hurd         | 14.300      | 14.250      | 13.100      | 13.300      | 171.000 |
| Medalha de ouro   | Riley McCusker      | 13.850      | 14.900      | 14.250      | 14.050      | 171.000 |
| Medalha de ouro   | Leanne Wong         |             | 14.250      | 13.650      |             | 171.000 |
| Medalha de prata  | CAN Canadá          | 42.250 (2)  | 40.100 (2)  | 38.100 (2)  | 40.150 (2)  | 160.600 |
| Medalha de prata  | Ellie Black         | 14.550      | 14.050      | 12.950      | 13.550      | 160.600 |
| Medalha de prata  | Brooklyn Moors      | 12.500      | 13.100      | 11.950      | 13.500      | 160.600 |
| Medalha de prata  | Shallon Jade Olsen  | 14.150      |             |             | 12.600      | 160.600 |
| Medalha de prata  | Isabela Onyshko     |             | 12.950      | 12.550      |             | 160.600 |
| Medalha de prata  | Victoria Kayen Woo  | 13.550      | 12.600      | 12.600      | 13.100      | 160.600 |
| Medalha de bronze | BRA Brasil          | 41.500 (4)  | 40.100 (2)  | 37.050 (2)  | 39.900 (2)  | 158.550 |
| Medalha de bronze | Jade Barbosa        |             |             |             |             | 158.550 |
| Medalha de bronze | Thaís Fidélis       | 13.550      | 12.950      | 12.200      | 13.300      | 158.550 |
| Medalha de bronze | Lorrane Oliveira    |             | 14.000      |             |             | 158.550 |
| Medalha de bronze | Carolyne Pedro      | 13.450      | 13.150      | 11.950      | 12.800      | 158.550 |
| Medalha de bronze | Flávia Saraiva      | 14.500      | 12.800      | 12.900      | 13.800      | 158.550 |
| 4                 | ARG Argentina       | 39.250 (8)  | 38.800 (4)  | 36.425 (5)  | 38.950 (4)  | 153.425 |
| 4                 | Martina Dominici    | 14.600      | 13.350      | 11.700      | 13.200      | 153.425 |
| 4                 | Luna Fernandez      | 11.650      | 12.300      | 11.750      | 11.800      | 153.425 |
| 4                 | Abigail Magistrati  | 0.000       | 13.000      | 11.950      | 13.100      | 153.425 |
| 4                 | Valeria Pereyra     |             | 12.450      |             |             | 153.425 |
| 4                 | Agustina Pisos      | 13.000      | 12.725      |             | 12.650      | 153.425 |
| 5                 | PER Peru            | 40.700 (6)  | 35.775 (8)  | 37.400 (3)  | 36.650 (6)  | 150.525 |
| 5                 | Sandra Collantes    | 13.700      | 12.575      | 11.700      | 12.550      | 150.525 |
| 5                 | Fabíola Itzy Diaz   | 13.300      | 10.500      | 12.950      | 11.250      | 150.525 |
| 5                 | Venere Horna        | DNS         |             | 10.600      | DNS         | 150.525 |
| 5                 | Ariana Orrego       | 13.700      | 12.000      | 12.750      | 12.850      | 150.525 |
| 5                 | Valentina Sarango   |             | 11.200      |             |             | 150.525 |
| 6                 | CUB Cuba            | 42.200 (3)  | 36.450 (6)  | 34.800 (8)  | 36.850 (5)  | 150.300 |
| 6                 | Yesenia Ferrera     | 14.500      | 11.500      | 11.650      | 12.050      | 150.300 |
| 6                 | Vanessa Leliebre    |             |             | 10.150      |             | 150.300 |
| 6                 | Mary Adny Morffi    |             | 12.050      | 11.950      | 12.000      | 150.300 |
| 6                 | Yumila Rodríguez    | 13.500      | 11.700      |             | 10.700      | 150.300 |
| 6                 | Marcia Vidiaux      | 14.200      | 12.700      | 11.200      | 12.800      | 150.300 |
| 7                 | MEX México          | 38.900 (9)  | 37.325 (5)  | 35.500 (6)  | 35.300 (9)  | 147.025 |
| 7                 | Daniela Briceño     | 11.800      | 12.700      | 10.500      | 10.300      | 147.025 |
| 7                 | Paulina Campos      | 12.500      | 11.650      | 12.250      | 11.650      | 147.025 |
| 7                 | Nicolle Castro      |             |             |             |             | 147.025 |
| 7                 | Anapaula Gutierrez  | 13.750      | 12.375      | 11.900      | 11.950      | 147.025 |
| 7                 | Jimena Gutierrez    | 12.650      | 12.250      | 11.350      | 11.700      | 147.025 |
| 8                 | CHI Chile           | 40.850 (5)  | 35.900 (7)  | 33.250 (10) | 35.500 (8)  | 145.500 |
| 8                 | Simona Paz Castro   | 13.300      | 12.200      | 10.700      | 12.050      | 145.500 |
| 8                 | María del Mar Pérez |             | 11.750      | 11.750      |             | 145.500 |
| 8                 | María del Sol Pérez | 11.950      | 11.950      | 10.800      | 11.350      | 145.500 |
| 8                 | Makarena Pinto      | 13.500      |             |             | 11.150      | 145.500 |
| 8                 | Franchesca Santi    | 14.050      | 10.650      | 8.350       | 12.100      | 145.500 |
| 9                 | PUR Porto Rico      | 40.050 (7)  | 34.350 (10) | 35.000 (7)  | 35.750 (7)  | 145.150 |
| 9                 | Karelys Diaz        | 13.050      | 11.500      | 12.350      | 12.100      | 145.150 |
| 9                 | Nicole Marie Diaz   | DNS         | 10.800      |             | 11.450      | 145.150 |
| 9                 | Bianca Leon         |             |             | 12.450      |             | 145.150 |
| 9                 | Andrea Maldonado    | 13.300      | 12.050      | 10.200      | 12.200      | 145.150 |
| 9                 | Paula Andrea Mejías | 13.700      | 10.400      | 9.300       | 11.000      | 145.150 |
| 10                | JAM Jamaica         | 25.950 (10) | 35.075 (9)  | 34.250 (9)  | 23.450 (10) | 118.725 |
| 10                | Danusia May Francis | 13.350      | 12.875      | 12.950      | 12.800      | 118.725 |
| 10                | Kiara Richmon       | 12.600      | 11.400      | 9.950       | 10.650      | 118.725 |
| 10                | Toni-Ann Williams   |             | 10.800      | 11.350      |             | 118.725 |